# Linia kolejowa Biekasowo – Tichonowa Pustyń
Linia kolejowa Biekasowo – Tichonowa Pustyń – linia kolejowa w Rosji łącząca stację Biekasowo I ze stacją Tichonowa Pustyń. Jest to fragment linii Moskwa - Briańsk – Kijów. Zarządzana jest przez region moskiewsko-smoleński Kolei Moskiewskiej, wchodzącej w skład Kolei Rosyjskich. 
Linia położona jest w Moskwie oraz w obwodach moskiewskim i kałuskim. Na całej długości jest zelektryfikowana i dwutorowa.

## Historia
Linia powstała w 1899. Została zbudowana przez prywatne Towarzystwo Kolei Moskiewsko-Kijowsko-Woroneskiej. Początkowo leżała w Imperium Rosyjskim, następnie w Związku Sowieckim. Od 1991 położona jest w Rosji.